# Juan Rodríguez Juárez
Juan Rodríguez Juárez (Città del Messico, 14 luglio 1675 – Città del Messico, 1728) è stato un pittore messicano.

## Biografia
Nato a Città del Messico da una famiglia creola di artisti, apprese il mestiere nella bottega di famiglia insieme al fratello Nicolás Rodríguez Juárez (1667–1734). Juan era il figlio di Antonio Rodríguez (1636–91), un pittore, anche suo nonno materno José Juárez (1617–1661) e il suo bis bisnonno materno Luis Juárez (1585–1639) lo erano.
Come la maggior parte degli artisti della Nuova Spagna durante il periodo barocco, Juan Rodríguez Juárez ha prodotto prevalentemente opere di arte religiosa, tra cui due quadri del 1719 per l'Altar de los Reyes della Cattedrale di Città del Messico ma realizzò anche ritratti di alti funzionari, come il viceré Fernando de Alencastre e della nobiltà locale, oltre che un suo autoritratto.
Gli viene attribuita una serie di dipinti raffigurante la casta risalenti al 1715 circa,  conservati presso Breamore House nell'Hampshire, in Inghilterra. Le tele mostrano "mescolanze razziali" messicane in ordine gerarchico.

## Galleria d'immagini

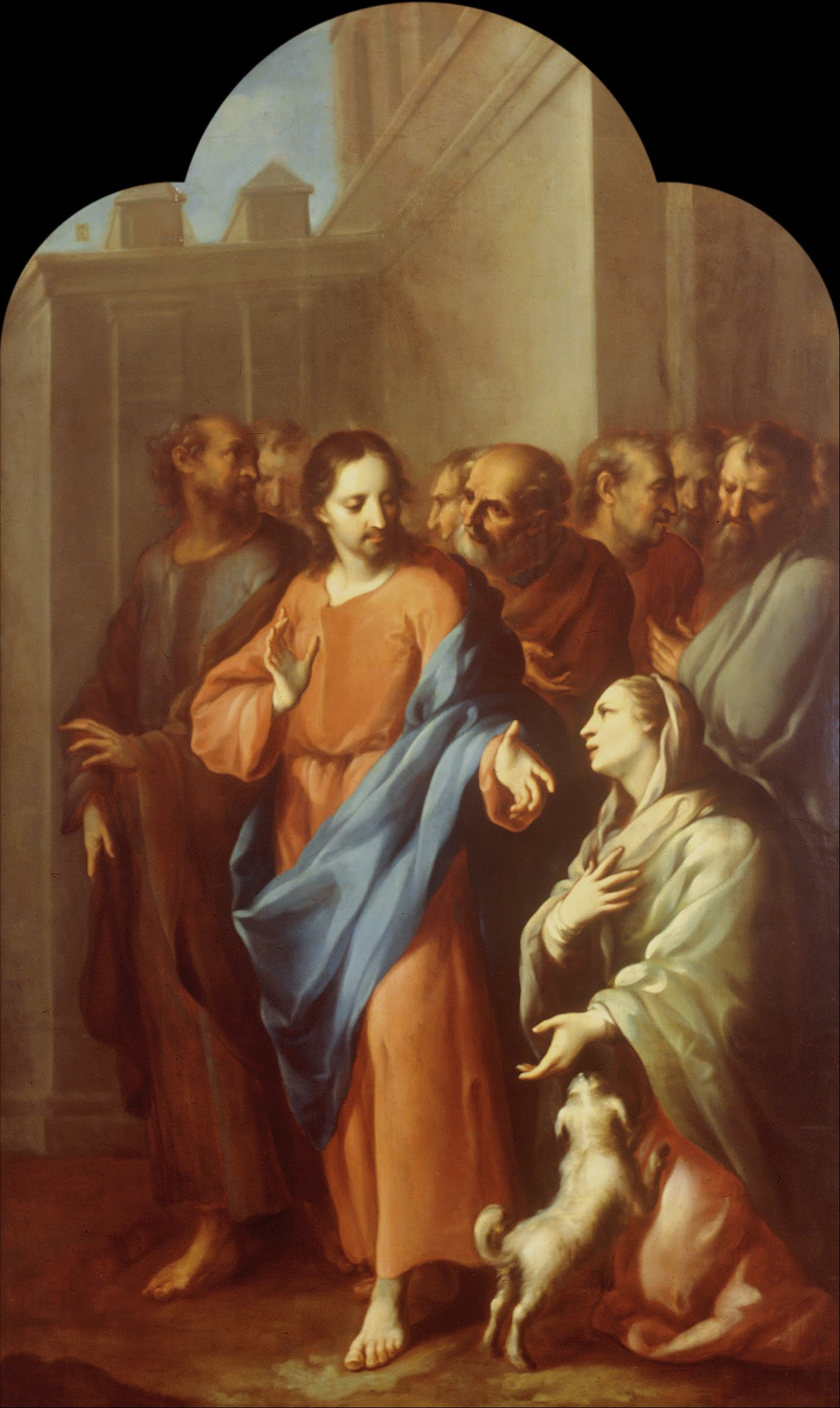
Jesús con la mujer enferma
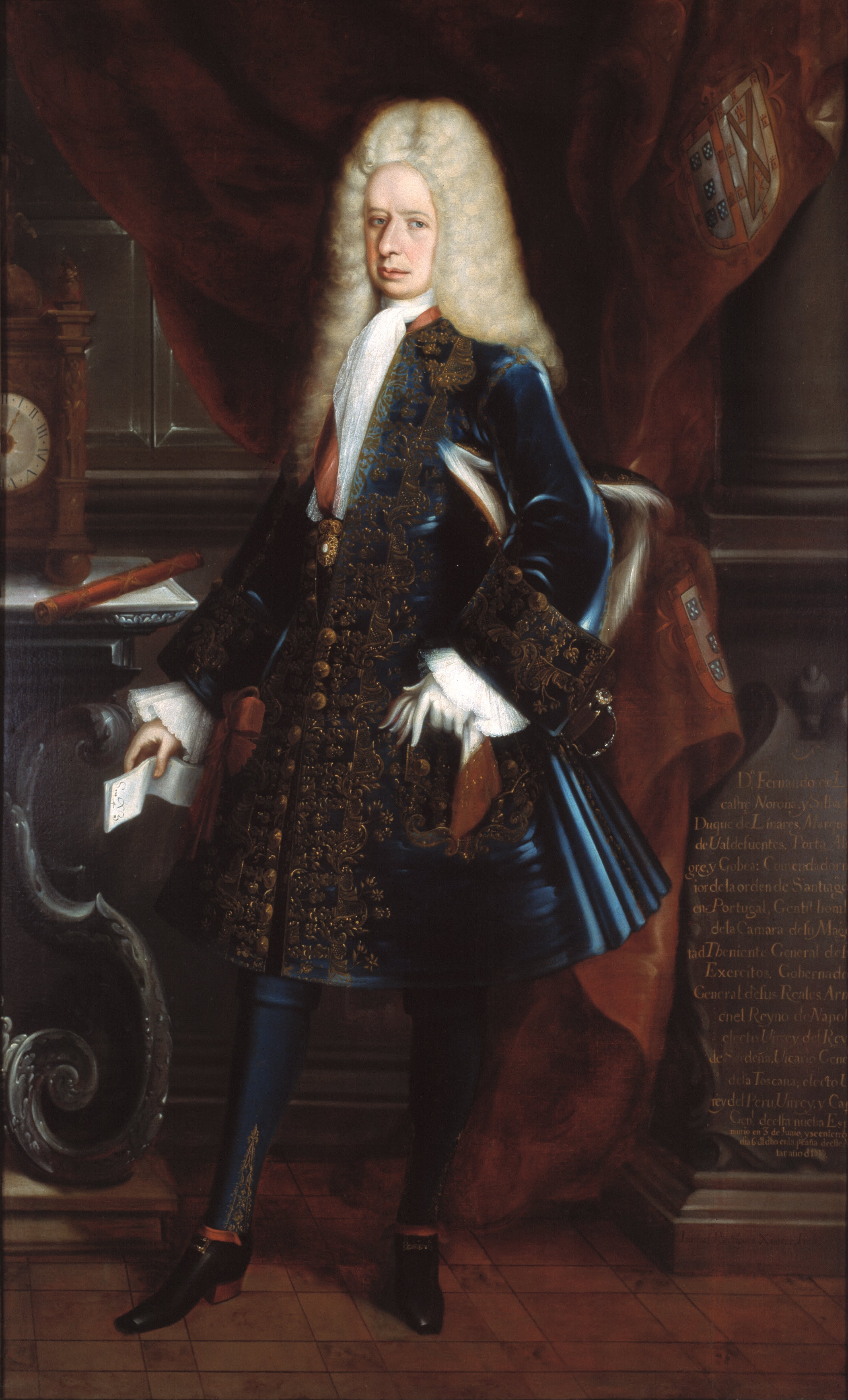
Ritratto del viceré Fernando de Alencastre Noroña y Silva, duca di Linares y marchese di Valdefuentes, ca. 1717
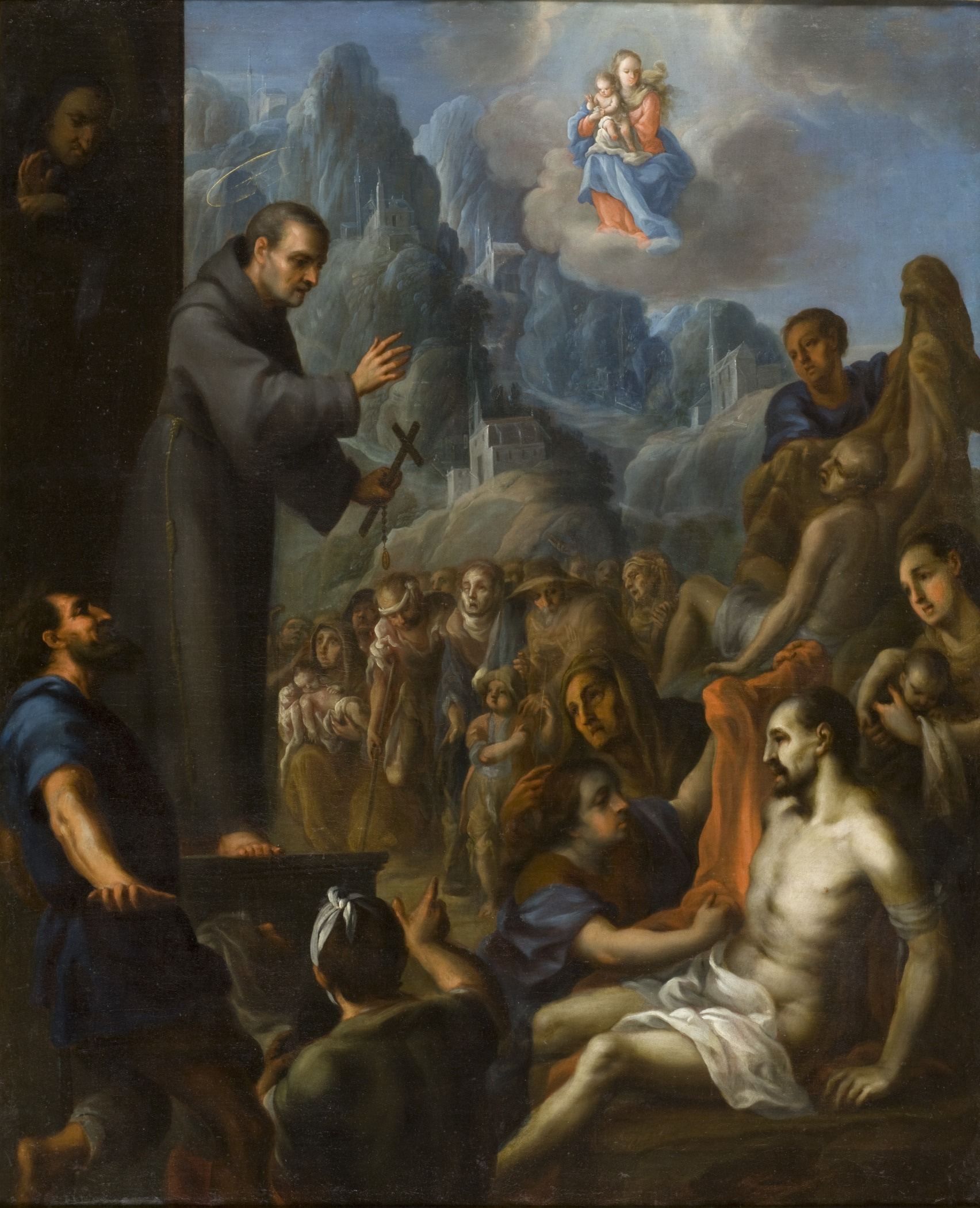
Miracoli del beato Salvador de Horta, ca. 1720
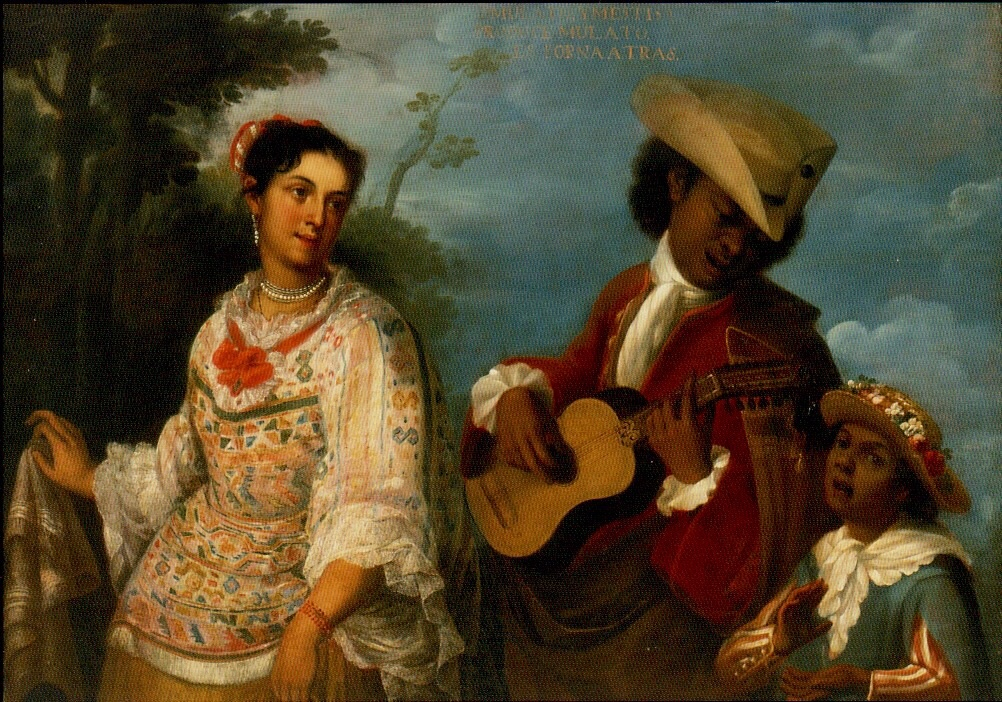
De mulato y mestiza, produce mulato, es torna atrás, ca. 1715